# Consonne battue alvéolaire voisée
La consonne battue alvéolaire voisée est un son consonantique que l'on retrouve dans certaines langues parlées. Son symbole dans l'alphabet phonétique international est [ɾ]. Ce symbole représente un crochet du [r] sans empattement. 
Il est couramment appelé le [ɾ] “battu” pour le distinguer du son voisin le [r] “roulé” qui, dans l'API, représente une consonne roulée alvéolaire voisée. 
Pour expliciter en langage courant leur différence et par approximation, on pourrait dire que le [r] “roulé” est comme un [ɾ] qui serait battu plusieurs fois très rapidement, ou à l'inverse que le [ɾ] “battu” est comme un [r] qui serait très peu roulé avec un seul coup de langue et se rapprocherait alors de l'autre consonne liquide : le [l].

## Caractéristiques
Voici les caractéristiques de la consonne battue alvéolaire voisée.
- Son mode d'articulation est battu, ce qui signifie qu’elle est produite en contractant brièvement les muscles de l'organe d'articulation (ici la langue) sur le point d’articulation (ici les alvéoles du palais).
- Son point d'articulation est alvéolaire, ce qui signifie qu'elle est articulée avec soit la pointe (apical) soit la lame (laminal) de la langue contre la crête alvéolaire.
- Sa phonation est voisée, ce qui signifie que les cordes vocales vibrent lors de l’articulation.
- C'est une consonne orale, ce qui signifie que l'air ne s’échappe que par la bouche.
- C'est une consonne centrale, ce qui signifie qu’elle est produite en laissant l'air passer au-dessus du milieu de la langue, plutôt que par les côtés.
- Son mécanisme de courant d'air est égressif pulmonaire, ce qui signifie qu'elle est articulée en poussant l'air par les poumons et à travers le chenal vocatoire, plutôt que par la glotte ou la bouche.

## En français
Ce son n'existe pas en français standard, mais certains dialectes peuvent l'utiliser.

## Autres langues
En anglais américain, anglais canadien et parfois en anglais australien et anglais néo-zélandais, le [ɾ] n'est pas un phonème mais un allophone de [t] et de [d] quand il se trouve dans une syllabe non accentuée : rider ([ˈɹaɪɾɚ] ou [ˈɹaɪɾə], « cavalier ») et better ([ˈbɛɾɚ] ou [ˈbɛɾə], « meilleur »).
Dans l'italien du nord-est de l'Italie, le son a tendance à remplacer le r roulé traditionnel et est souvent encore utilisé dans le dialecte frioulan.
En portugais, on le retrouve entre deux voyelles, comme dans caro (/ˈka.ɾu/, cher), dans des groupes consonnantiques comme dans tranquilo (/tɾɐ̃ˈkwi.lu/, tranquille), ou au Portugal et dans certains accents au Brésil et en Afrique en fin de mot, comme dans beber (/bɨˈbeɾ/, boire). Il ne se retrouve pas au tout début du mot : rato (/ˈʁa.tu/, souris).
L'espagnol possède le son [ɾ] qui est un phonème pouvant se trouver (comme en portugais) entre deux voyelles : c'est le cas dans pero ([ˈpeɾo] avec un [ɾ] battu = « mais », à distinguer de perro [ˈpero] avec un [r] roulé = « chien »), en fin de mot comme dans saltar (/salˈtaɾ/ = « sauter ») ou dans un groupe consonantique comme dans tren (/ˈtɾen/ = « train »). Il ne se trouve pas en début de mot : rato ([ˈra.t̪o] = « moment »).
En corse, le r a une situation analogue à l'espagnol. Dans le nord de l'île, [ɾ] est plus fréquent.
En occitan, le -r entre deux voyelles est prononcé ainsi en provençal maritime et alpin, mais aussi en gascon et dans les montagnes de l'Hérault, comme l'écrit Frédéric Mistral dans son dictionnaire.
Le turc, le persan et le géorgien ont ce son comme phonème.
En russe, après une suite de consonnes, le [ɾ] remplace le r roulé habituel.
En coréen, en début de syllabe (avant une voyelle), ㄹ se prononce [ɾ] (au lieu de [l] en fin de syllabe).
Le japonais possède le son [ɾ].[réf. souhaitée]
Ce son existe aussi en néerlandais et en allemand, dans le sud de leur bassin linguistique respectif (en Flandre pour le néerlandais et en Bavière et en Autriche pour l'allemand).